# Шевченко, Андрей Анатольевич (учёный)
Андрей Анатольевич Шевченко (Andrej Shevchenko) — российский и германский учёный в области молекулярной биологии и химии, масс-спектроскопии.
Родился 11.10.1962.
Окончил химический факультет Ленинградского государственного университета (1984, диплом с отличием).
До 1994 г. работал в Институте аналитического приборостроения РАН, с 1991 г. старший научный сотрудник.
В 1991 г. защитил кандидатскую диссертацию:
- Протеолиз регуляторных пептидов и их синтетических аналогов в биологических жидкостях тела человека : диссертация … кандидата химических наук : 03.00.23 / Ленингр. технол. ин-т. — Ленинград, 1991. — 139 с. : ил.

В 1994—2001 гг. научный сотрудник Европейской лаборатории молекулярной биологии (European Molecular Biology Laboratory, Гейдельберг, Германия).
С 2001 г. руководитель исследовательской группы в Институте молекулярной клеточной биологии и генетики имени Макса Планка (Max Planck Institute for Molecular Cell Biology and Genetics), Дрезден.
Лауреат премии «Massenspektrometrie in den Lebenswissenschaften» 2011 года.
Списки публикаций:
- https://www.researchgate.net/scientific-contributions/Andrej-Shevchenko-38705641
- https://scholar.google.de/citations?user=Drodwp4AAAAJ&hl=en

Докладчик на нескольких международных конференциях.
Индекс Хирша — 113 
Статья:
- Mass spectrometric sequencing of proteins from silver-stained polyacrylamide gels. A Shevchenko, M Wilm, O Vorm, M Mann. Analytical chemistry 68 (5), 850—858 (1996) имеет индекс цитирования 10341.